# التمثيل النسبي بين الريف والحضر
التمثيل النسبي بين الريف والحضر، يُسمى بالإنجليزية "Rural-Urban Proportional Representation" أو "Rural-Urban Representation". هو مفهوم يتعلق بتوزيع المقاعد أو الموارد أو الفرص بين المناطق الريفية والحضرية بطريقة تعكس النسب أو الأوزان التي تمثل كل منطقة بشكل عادل. الهدف من التمثيل النسبي بين الريف والحضر هو ضمان أن جميع الفئات السكانية، سواء في المناطق الريفية أو الحضرية، لها تمثيل عادل في المؤسسات أو القرارات السياسية أو الاقتصادية التي تؤثر عليهم.

## التعريف
التمثيل النسبي بين الريف والحضر هو آلية تهدف إلى ضمان تمثيل عادل للمناطق المختلفة في النظام السياسي أو الاقتصادي. يساهم هذا التمثيل في تقليل التفاوتات بين المناطق الحضرية والريفية وتعزيز العدالة الاجتماعية والتنمية المتوازنة.

## أهمية التمثيل النسبي بين الريف والحضر
- تحقيق العدالة الاجتماعية:

يساهم التمثيل النسبي بين الريف والحضر في ضمان أن المناطق الريفية التي قد تكون أقل كثافة سكانية لا تُغفل في اتخاذ القرارات السياسية أو الاقتصادية.
يتيح هذا التوازن فرصة للمناطق الريفية أن تتمكن من التأثير في السياسات التي قد تؤثر بشكل كبير على حياتهم، مثل السياسات الزراعية أو البنية التحتية الريفية.
- توازن التنمية:

يساهم التمثيل النسبي في توفير فرص متساوية للتنمية في كل من المناطق الريفية والحضرية، مما يساعد على تقليل الفجوات الاقتصادية والاجتماعية بينهما.
- تقليل التهميش:

يمكن أن يحدث تجاهل للمناطق الريفية في بعض الأنظمة السياسية إذا كانت تمثل أقلية سكانية. التمثيل النسبي يحاول تقليل هذا التهميش وضمان أن هذه المناطق تتمتع بنفس القدر من الاهتمام والتمثيل مثل المناطق الحضرية.

## كيفية تحقيق التمثيل النسبي بين الريف والحضر
1. تخصيص المقاعد بناءً على التعداد السكاني:
- في بعض الأنظمة الانتخابية، يمكن تخصيص مقاعد إضافية للمناطق الريفية أو الحضرية بناءً على العدد النسبي للسكان في كل منطقة.
- قد تستخدم نظم التمثيل النسبي هذه الأرقام لتحديد عدد المقاعد التي يتم تخصيصها للمناطق الحضرية والريفية على أساس السكان أو المناطق.

2. نظام الانتخابات المزدوجة:
- بعض الأنظمة تعتمد على نظام التمثيل النسبي المزدوج الذي يخصص جزءًا من المقاعد عبر الاقتراع الفردي في الدوائر المحلية (مثل المدن أو القرى) بينما يتم تخصيص الجزء الآخر عبر التمثيل النسبي على مستوى البلاد.
- هذه الطريقة تساعد في تقليل التفاوت بين المناطق الحضرية والريفية في التمثيل السياسي.

3. التنمية المتوازنة:
- قد يفرض التمثيل النسبي أيضًا اتخاذ سياسات تنموية تهدف إلى تعزيز البنية التحتية والخدمات في المناطق الريفية، مثل تحسين الخدمات الصحية والتعليمية في المناطق غير الحضرية.
- في بعض الحالات، يمكن أن يكون هناك استثمارات حكومية تركز على الريف لضمان أن هذه المناطق ليست متأخرة في مجال التنمية مقارنة بالمناطق الحضرية.

## التحديات في تطبيق التمثيل النسبي بين الريف والحضر
1. الاختلافات الكبيرة في الكثافة السكانية:
- المناطق الحضرية غالبًا ما تكون أكثر كثافة سكانية مقارنة بالمناطق الريفية، مما قد يؤدي إلى مناقشات حول عدد المقاعد المناسبة للمناطق الريفية إذا كانت أقل كثافة سكانية.
- يمكن أن يكون من الصعب تحقيق التوازن بين تمثيل المنطقة ذات الكثافة السكانية العالية مع مناطق أقل كثافة.

2. المصالح المتضاربة:
- المصالح السياسية والاقتصادية للمناطق الحضرية قد تختلف بشكل كبير عن تلك الموجودة في المناطق الريفية، ما يؤدي إلى تناقضات في السياسات والقرارات التي يتم اتخاذها. على سبيل المثال، قد تكون الخطط التنموية في المناطق الريفية بحاجة إلى دعم مباشر للزراعة أو البنية التحتية، بينما تركز المدن على قضايا مثل التكنولوجيا أو التخطيط الحضري.

3. التعقيدات السياسية:
- يمكن أن يكون هناك توتر بين الأحزاب السياسية أو مجموعات المصالح في كيفية توزيع المقاعد أو الموارد بين الريف والحضر، خاصة في الأنظمة التي تشهد تزايدًا في المدن الكبرى.

## أمثلة على التمثيل النسبي بين الريف والحضر
- النظام الانتخابي في بعض الدول مثل ألمانيا، حيث يتم تمثيل المناطق الريفية والحضرية باستخدام مزيج من التمثيل النسبي و الاقتراع الفردي لضمان أن جميع الفئات تمثل بشكل عادل.
- في المجالس التشريعية لبعض البلدان، يتم تخصيص مقاعد إضافية للمناطق الريفية لضمان أن هذه المناطق لا تُغفل في اتخاذ القرارات السياسية الهامة.